# Języki bena-konga
Języki bena-konga – podgrupa języków bantu grupy G, określona symbolem G60 w klasyfikacji Guthrie.

## Podział Ethnologue
- Język bena
- Język hehe
- Język kinga
- Język kisi
- Język magoma
- Język manda
- Język pangwa
- Język sangu
- Język vuandji